# John Crichton
Pour les articles homonymes, voir Crichton.
Personnage issu de la série télévisée Farscape : John Robert Crichton, Jr. (interprété par Ben Browder) est un spationaute de la IASA. La trentaine, il devient spationaute pour suivre les traces de son père, Jack Crichton. John, cependant, est surtout un théoricien et il développe un prototype de navette spatiale nommée Farscape One afin de tester une théorie selon laquelle en utilisant l'attraction terrestre, le décrochage de sa navette permettrait d'accomplir un vol d'une vitesse jamais atteinte sans carburant supplémentaire.
Cependant, durant son vol de test, une vague d'ondes électromagnétiques déclenche l'apparition d'un vortex et envoie John et son module dans un endroit extrêmement reculé de l'univers. À son arrivée, il débarque dans ce qui ressemble pour lui à une bataille spatiale et, en apercevant un gigantesque vaisseau, il est percuté par un petit chasseur, piloté par le frère de Bialar Crais, qui va aussitôt s'écraser sur un astéroïde. Crais fait alors porter le chapeau à John Crichton pour l'accident et jure de venger son frère en traquant le spationaute dans tout l'univers à bord de son vaisseau amiral Sébacéen.
Après l'accrochage de son module avec celui du frère de Bialar Crais, Farscape One est attiré par l'énorme vaisseau nommé « Moya » et John découvre à son bord son équipage de prisonniers en fuite. Avec le temps l'équipage et lui deviennent amis formant une équipe soudée, voire une sorte de famille. Plus tard, le soldat Sébacéen Aeryn Sun se joint à l'équipe après être dit contaminée par les siens en ayant passé trop de temps avec eux.
Les Pacificateurs traquent alors sans relâche John pour sa connaissance sur les vortex, en particulier Scorpius qui ira jusqu'à lui implanter un implant neural dans le cerveau après l'avoir torturé sur la Chaise Orollaire pendant des heures pour extraire toutes les informations dont il avait besoin.
John aura par la suite une relation passionnée avec Aeryn Sun et auront un fils appelé D'Argo en hommage à Ka D'Argo
Citation typique : « J'essaye de sauver une vie par jour. D'habitude, c'est la mienne. »

## John et l'équipage de Moya
John doit alors s'adapter rapidement à sa nouvelle vie loin de la planète Terre, aux armes, à être traqué et à n'avoir ni chocolat ni TV, sans compter l'étrange nourriture lyophilisée servie à bord de Moya, et les caractères variés de ses occupants. 
Dans le but, sans doute, de ne pas devenir fou, Crichton prend l'habitude de donner des surnoms aux gens et aux objets, certains de manière amicale, d'autres moqueurs. Par exemple, il sunorme souvent Chiana Chipie, Zhaan Bleue, Scorpius Face de Cuir, etc.
Le but de John reste de trouver un autre vortex qui pourrait le ramener sur la Terre. Mais parallèlement, il a beaucoup à apprendre pour s'entendre avec ses compagnons d'infortune sur Moya tout en survivant à un univers hostile et chaotique.
Au début, l'équipage a un peu de mal à l'accepter parmi eux. Ils ne parviennent pas à le comprendre, et alors que Zhaan fait des efforts, Aeryn et D'Argo restent détachés. En tant que soldats, ils attendent de lui qu'il se montre digne de leur confiance et de leur amitié. John et D'Argo finissent par devenir amis, et John et Aeryn s'engagent dans une relation branlante. L'ancienne Pacificatrice ne semble pas intéressée par ses avances mais ils finissent par tomber amoureux. 

## John et les Pacificateurs
Une race alien appelée Anciens a implanté dans le subconscient de John, des équations, des théories, et une sorte de sixième sens pour les vortex. Crichton peut sentir où et quand un Vortex va apparaître, et comme il commence à déverrouiller les connaissances, il finit par devenir très bon à ce jeu. Ce savoir fait de lui quelqu'un de très intéressant pour les Pacificateurs et les Scarans, qui désirent la science des vortex dans le but de se déplacer plus rapidement sur de très longues distances mais surtout, pour créer des armes super destructrices. 
Les Pacificateurs sont focalisés en particulier sur leurs prisonniers évadés, mais leur cible première reste Crichton. Scorpius, un Scientifique militaire Pacificateur qui veut la science des vortex se trouvant dans le subconscient de John, lui implante un neurotransmetteur dans le cerveau alors qu'il est capturé et torturé. Ainsi, John est forcé de partager son esprit avec un clone neural de Scorpius, qui apparaît lors d'hallucinations que seul John peut voir, et qui peut parfois influencer son comportement (voire le rendre fou). John le surnomme comiquement Harvey.
Lorsque les relations entre les Pacificateurs et les Scarans se tendent, l'équipage de Moya se retrouve au beau milieu d'une guerre intergalactique. Crichton débloque la science de Vortex et développe une arme que les deux partis s'empressent de se disputer. 